# Koxie
Koxie, de son vrai nom Laure Cohen, est une chanteuse de variété française, née le 26 février 1977 à Paris. Elle est révélée via internet en 2007 par son titre Garçon. De 2014 à 2017, elle est l'une des animatrices radio de l'émission matinale Virgin Tonic sur Virgin Radio, aux côtés de Camille Combal.
En septembre 2017 elle intègre l'équipe du 6 9 de NRJ aux côtés de Manu Levy.

## Biographie

### Jeunesse, formation et premiers projets
Née de parents tunisiens, Koxie grandit à Neuilly-sur-Seine et suit dès l'âge de douze ans des cours de hip-hop[réf. nécessaire] et aussi de théâtre au Cours Florent. À l'âge de vingt ans, elle part à New York et suit là-bas une formation d'actrice au Herbert Bergoff Studio, et de danse à Broadway Dance Center. Elle retourne ensuite en France et crée en 1998 le studio FAME, un centre de formation aux métiers du spectacle qu'elle dirige pendant huit ans. Elle réalise par ailleurs quelques courts-métrages et fait quelques apparitions au cinéma (Les Mauvais Joueurs en 2005).

### Carrière de chanteuse
En 1999, elle commence la musique avec Baron Faty de Boogotop. et enregistre des maquettes en solo en 2002.
Elle crée sa page MySpace avec son premier single Garçon connu aussi sous le titre de Gare aux cons. La chanson évoque, avec humour, l’exaspération d'une jeune femme face  à  la bêtise (sexisme et vulgarité) de certains hommes (garçons dans le texte). La maquette originale est enregistrée sur l'instrumentale de What's the Difference de Dr. Dre (album 2001), elle-même basée sur un sample de Parce que tu crois de Charles Aznavour. La version finale sera retravaillée et recomposée pour enlever toute trace des iconiques violons de Parce que tu crois.
Elle signe avec le label AZ pour sortir son single le 25 juin 2007. C'est un véritable succès : fin août, le single se hisse en première position du classement officiel des ventes de singles en France, et en mai 2008, un an après sa sortie, le clip a été visionné plus de 2 500 000 fois sur internet[réf. souhaitée].
Elle fait alors l'objet de vives attaques de la part de l'animateur de radio Difool sur Skyrock. Celui-ci l'appelle sur son téléphone personnel, enchaîne les attaques à son égard,, et passe régulièrement à l'antenne Gare aux thons, une parodie de Garçon réalisée par un auditeur. Par la suite, d'autres parodies du genre ont vu le jour, comme Gare aux connes d'Axelle Laffont. Elle fera également l'objet de critiques de la part de Passi, ex-juré de la Star Academy qui n'apprécie pas le style et les codes de la chanteuse,.
Le 10 mars 2008, Koxie sort son 2e single Ma meilleure amie. Rêver de ça devait être son nouveau single, mais la sortie a été annulée.[réf. souhaitée]
Koxie ressort son album à l'occasion de son nouveau single, le 27 février 2008.
Le 14 mars 2011 est sorti en numérique le nouveau single de Koxie, Le prince charmant, issue de son album du même nom qui sort à la rentrée 2011.
En parallèle de cette sortie d’album, Koxie a tourné et réalisé la série Buzz-moi. Série dans laquelle Koxie joue son propre rôle et explique avec dérision les coulisses de son métier au moment où elle prépare la promotion et la sortie de son album[réf. souhaitée]. On y découvre un certain nombre d’invités comme Didier Bourdon ou Jenifer…
Lancée sur internet fin novembre 2010, la série connaît un succès (plus de 500 000 vues)[réf. souhaitée]. 
Le nouvel album de Koxie Le Prince charmant sort le 16 janvier 2012. Différent de son premier album, Le Prince charmant est davantage orienté vers la variété française. Mais le succès n'est pas du tout au rendez-vous, loin de là, puisque l'album ne parvient même pas à intégrer le top 200 dans les classements français.
Après son succès avec Garçon, elle a pour projet d'ouvrir un restaurant et suit un stage auprès de Guy Savoy, avant de candidater au programme de reconversion professionnelle initié par Thierry Marx. Elle ne rejoindra pas ce programme, ayant accepté une proposition faite peu avant pour animer une émission de radio.

### Animatrice de radio
Laure Cohen a travaillé sur Fun Radio avec Arthur et sur Europe 2 [contexte nécessaire]. À partir de septembre 2011, elle coanime régulièrement l'émission C'est quoi ce bordel ?, présentée par Laurent Baffie sur Rire et Chansons.
À partir du 25 août 2014, Laure Cohen intègre sous son vrai nom la nouvelle équipe de Virgin Tonic sur Virgin Radio de 6 h à 10 h, en compagnie de Camille Combal et Clément Lanoue. Elle a parallèlement été participante à l'émission Il en pense quoi Camille ? du 26 septembre 2016 à octobre 2016.
Elle quitte Virgin Radio à la fin mai 2017, et à la rentrée 2017, elle rejoint Manu dans le 6/9 sur NRJ. Elle quitte NRJ seulement au bout d'une saison.
Après la radio, Laure Cohen se reconvertit dans le coaching en prise de parole et communication.

## Discographie

### Singles
- 2007 : Garçon
- 2008 : Ma meilleure amie
- 2008 : Rêver de ça (sortie annulée)
- 2010 : Daisy Luzion
- 2011 : Le Prince charmant